# Anais Granofsky
Anais Granofsky (Toronto, 14 mei 1973) is een Canadees actrice.

## Filmografie
- Soul Food (2001-2002)
- Invitation (2001)
- Three to Tango (1999)
- Mind Prey (1999)
- La Femme Nikita (1997-1998) (tv)
- Degrassi Talks (1992) (tv)
- Deceived (1991)
- Degrassi Junior High (1986) (tv)
- The Kids of Degrassi Street (1982) (tv)